# Ochiul boului de munte
Ochiul boului de munte (Aster alpinus) este o plantă pitică din familia Compositae. Tulpina are cca. 200 mm și este păroasă. Tulpina poartă la vârf un capitul mare, cu diametrul de 30–50 mm, galben-auriu în centru și albastru pe margini.

## Răspândire
În România se găsește în locurile stâncoase și ierboase din munții Carpați.